# Ecnomus apiculatus
Ecnomus apiculatus är en nattsländeart som beskrevs av Cartwright 1990. Ecnomus apiculatus ingår i släktet Ecnomus och familjen trattnattsländor. Inga underarter finns listade i Catalogue of Life.